# 百灵属
百灵属（学名：Melanocorypha），是百灵科的一属。
属下物种有：
- 草原百灵
- 二斑百灵
- 长嘴百灵
- 蒙古百灵
- 白翅百灵
- 黑百灵